# (32551) 2001 QF22
2001 QF22 (asteroide 32551) é um asteroide da cintura principal. Possui uma excentricidade de 0.23015670 e uma inclinação de 1.59052º.
Este asteroide foi descoberto no dia 16 de agosto de 2001 por LINEAR em Socorro.